# Kunsthalle Rostock

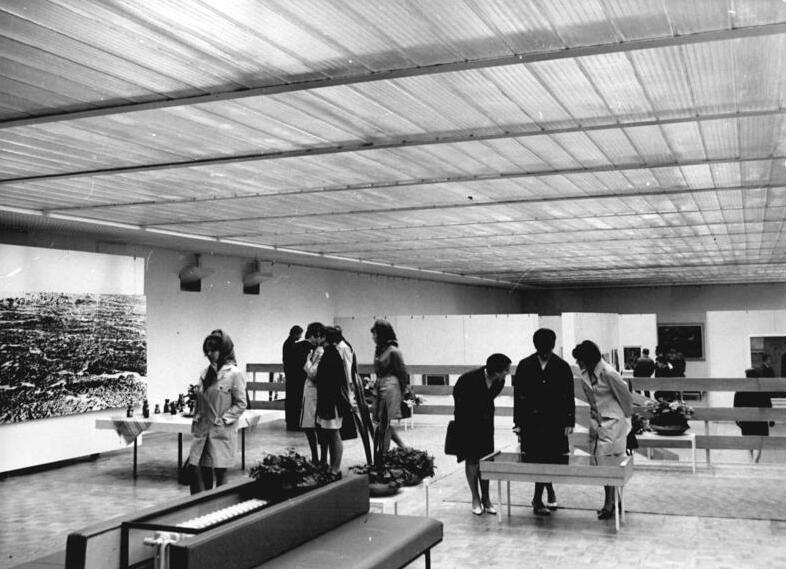
„Sozialistische Kunst im Bezirk Rostock“, 1969 die erste Ausstellung

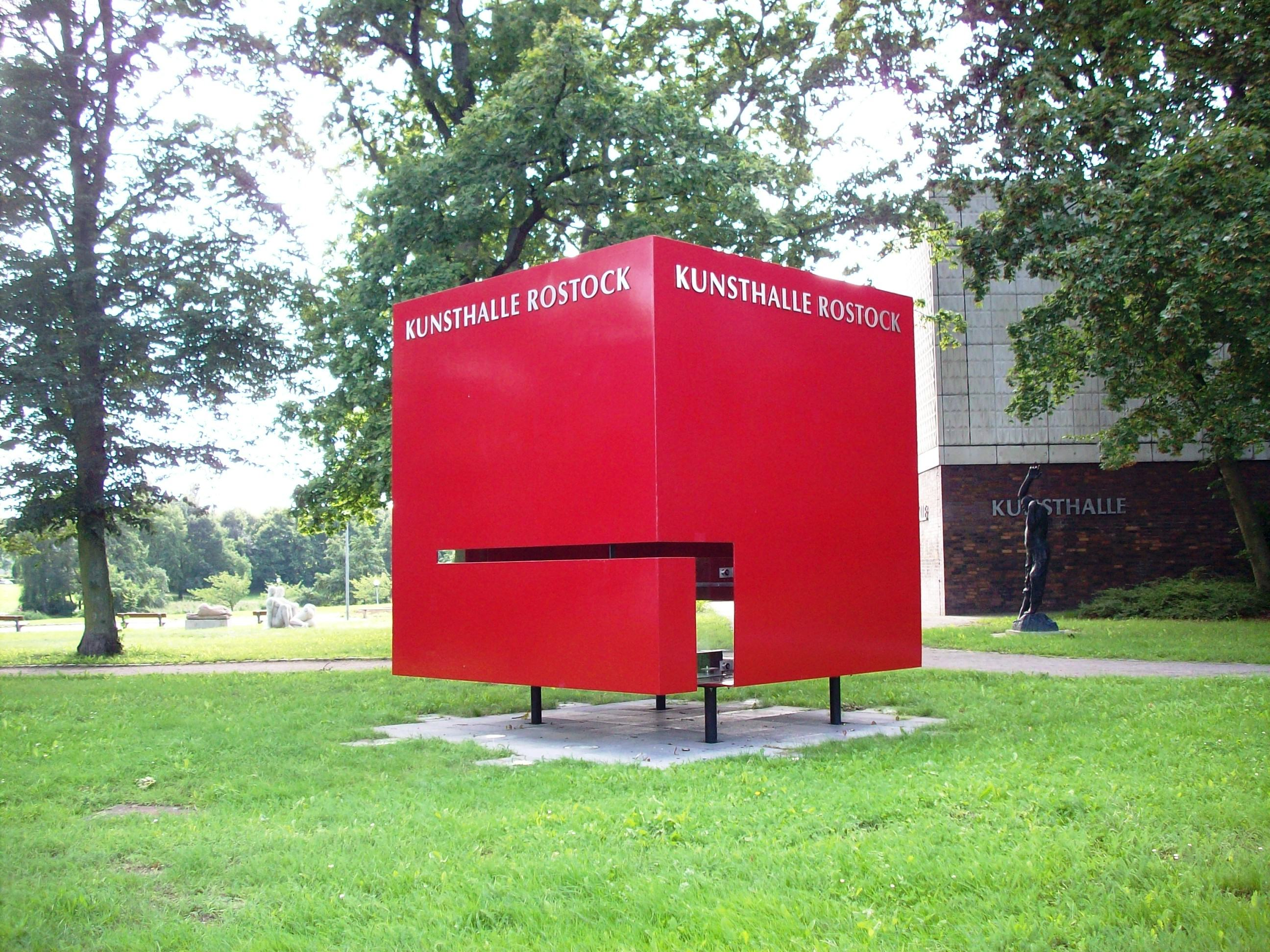
Stahlkubus vor dem Eingang (2010)

Die Kunsthalle Rostock ist das größte Ausstellungshaus für zeitgenössische Kunst in Mecklenburg-Vorpommern und der einzige Neubau eines Kunstmuseums der DDR. Sie wurde 1968/69 im Parkgelände am Schwanenteich im Rostocker Stadtteil Reutershagen errichtet. 1978 folgte die Aufnahme in die Denkmalliste der Stadt, 2009/10 die energetische Sanierung, 2017–2019 die Erweiterung um ein Schaudepot und 2020–2023 die Kernsanierung des Hauptbaus. Die Sammlung lässt sich unter dem Begriff „Ostdeutsche Moderne“ zusammenfassen. Bei den Ausstellungen liegt der Schwerpunkt auf aktueller Kunst des Ostseeraums.

## Geschichte
Im Mai 1964 beschloss der Ministerrat der Deutschen Demokratischen Republik, die Internationale Kunstausstellung der Ostseeländer ab 1965 zu einer repräsentativen Biennale der Ostseeländer zu entwickeln und dafür neue Räumlichkeiten zu schaffen. Schwierigkeiten bei der Standortsuche, der Akzeptanz eines Neubaus und der Beschaffung von Baumaterial ließen erst die dritte Ostseebiennale im eigenen Ausstellungspavillon stattfinden: in der am 15. Mai 1969 neueröffneten Kunsthalle. Die Biennale trug zum kulturellen Rahmenprogramm der politisch motivierten Ostseewoche bei. Zwischen den Terminen waren drei wissenschaftliche und sechs Kabinettausstellungen pro Jahr vorgesehen.
Entgegen der Konzeption einer reinen Kunsthalle hatte der Gründungsdirektor Horst Zimmermann bereits 1964 begonnen, eine eigene Sammlung anzulegen, um das Haus in den darauffolgenden Jahren als Kunstmuseum zu etablieren. Bis heute gehören die für ein Museum typischen Aufgabenbereiche des Sammelns, Bewahrens, Forschens und Vermittelns zu den Kernkompetenzen der Kunsthalle Rostock.
Planziele, Brigadebesuche und schnell wechselnde Ausstellungen sorgten zwischen 1969 und 1989 für eine mittlere jährliche Besucherzahl von 110.000, mit einem Spitzenwert von 182.696 im Jahr 1974. Danach sank die Quote auf bis zu 6.000, sodass die Rostocker Bürgerschaft 1992/93 den Ausstellungsetat strich und die Schließung des Hauses forderte. Der wiederholte Versuch, das Gebäude einer wirtschaftlichen Nutzung zuzuführen, konnte vor allem dank der Initiative des Fördervereins Freunde der Kunsthalle Rostock abgewendet werden. Als sich 2006 die Abwicklungspläne durch das Streichen der Direktorenstelle dennoch konkretisierten, keimte rettender Widerstand auf. Ab März 2009 wurde die Kunsthalle durch den privaten Verein pro kunsthalle e. V. betrieben. Die Stadt zahlte Betriebskosten und Personal, der Museumsleiter hatte das Weisungsrecht und vollkommene inhaltliche Freiheit. Dieses Konzept führte zu einer Steigerung der jährlichen Besucherzahl von 30000 bis 40000 (2009) auf 60000 bis 70000 (2019). Mit dem Betreiberwechsel zum 1. Januar 2024 änderte sich lediglich die Rechtsform. Die Kunsthalle ist seither eine Gemeinnützige GmbH.
Für Aufmerksamkeit sorgt ein mit Spendenmitteln finanziertes Geschenk zum 40. Geburtstag der Kunsthalle, ein von Maik Buttler gestalteter roter Stahlkubus mit beleuchteter Schrift.

## Bauwerke

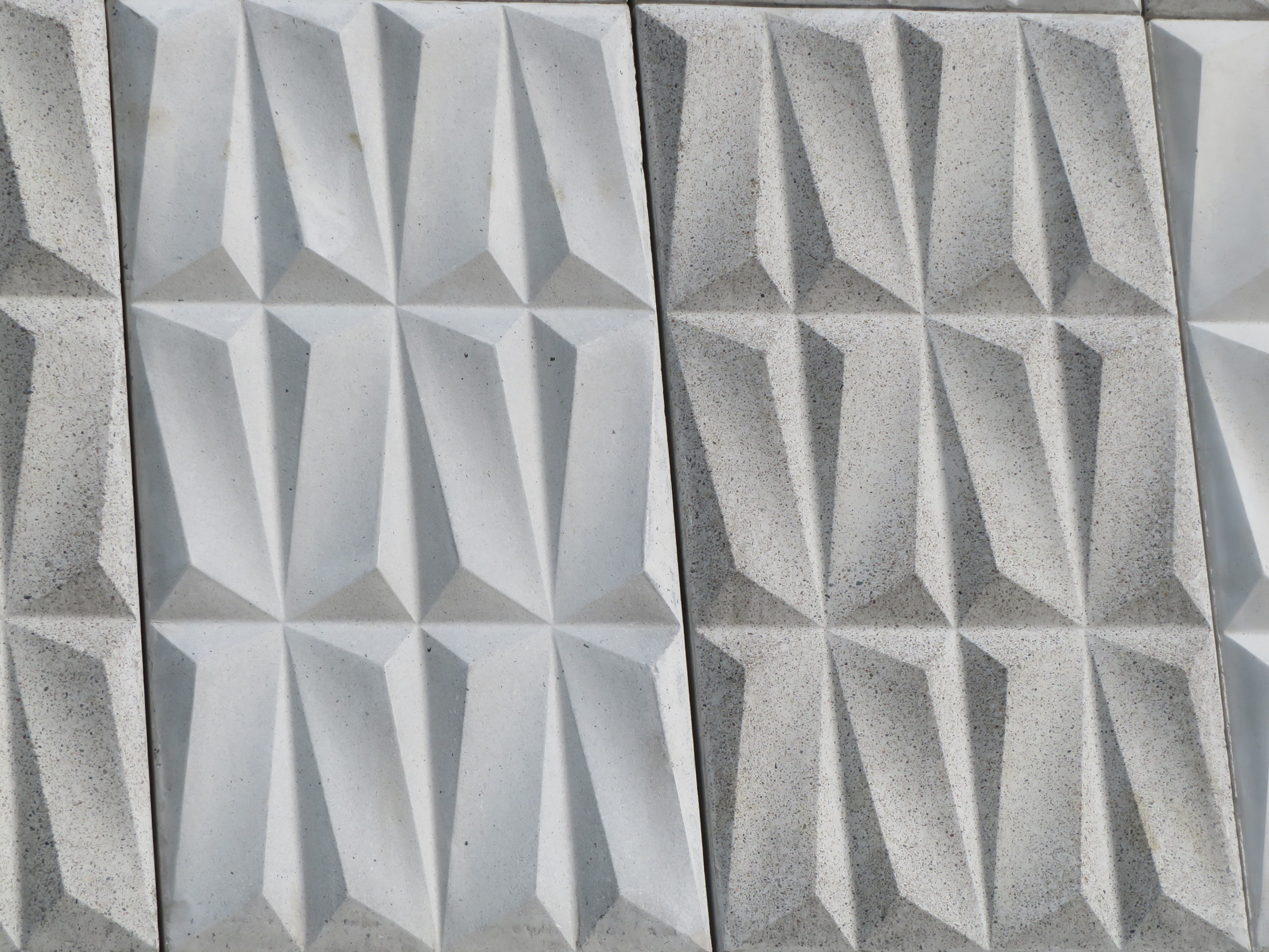
Strukturplattenverkleidung

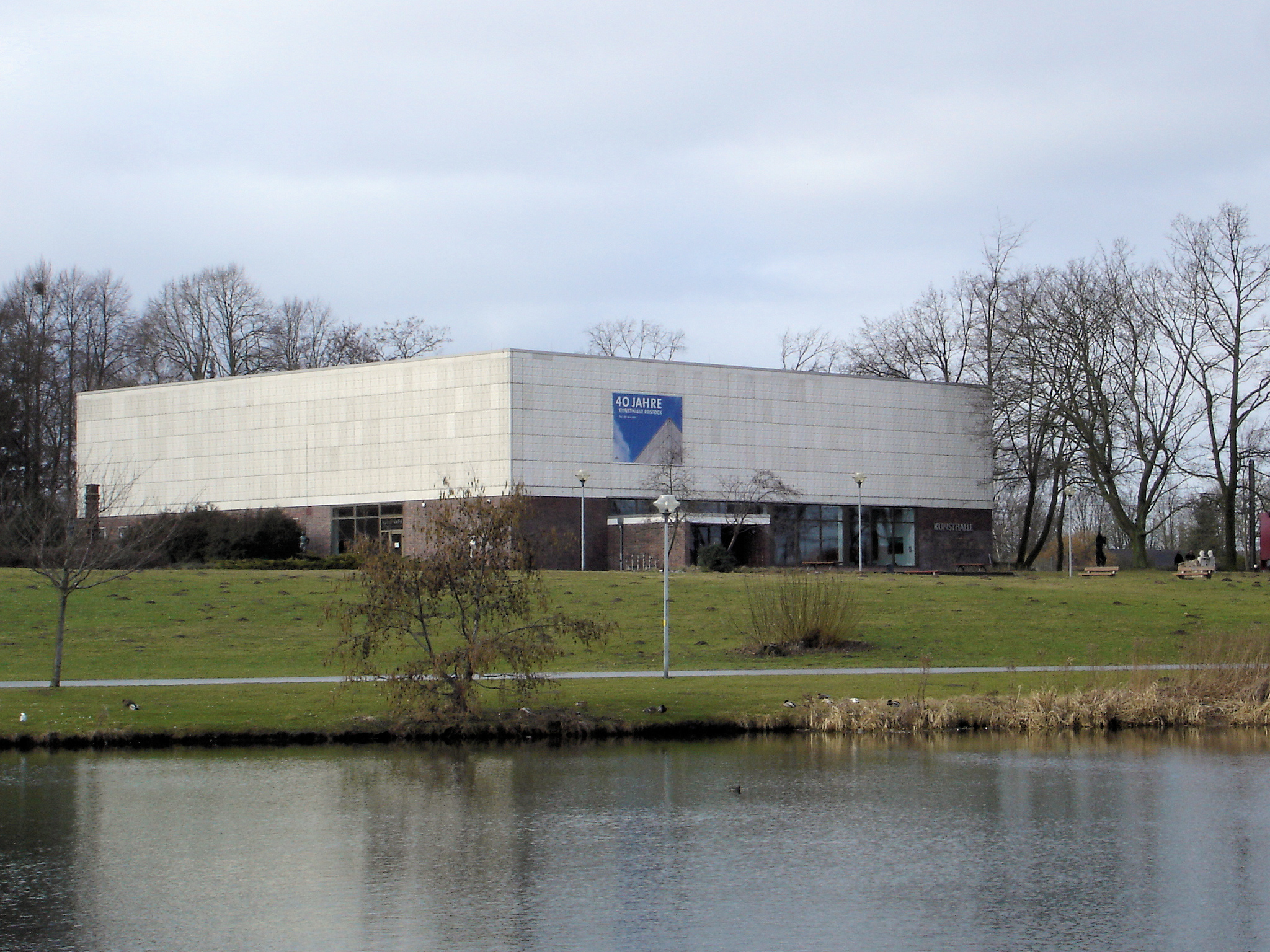
Bauzustand vor 2010

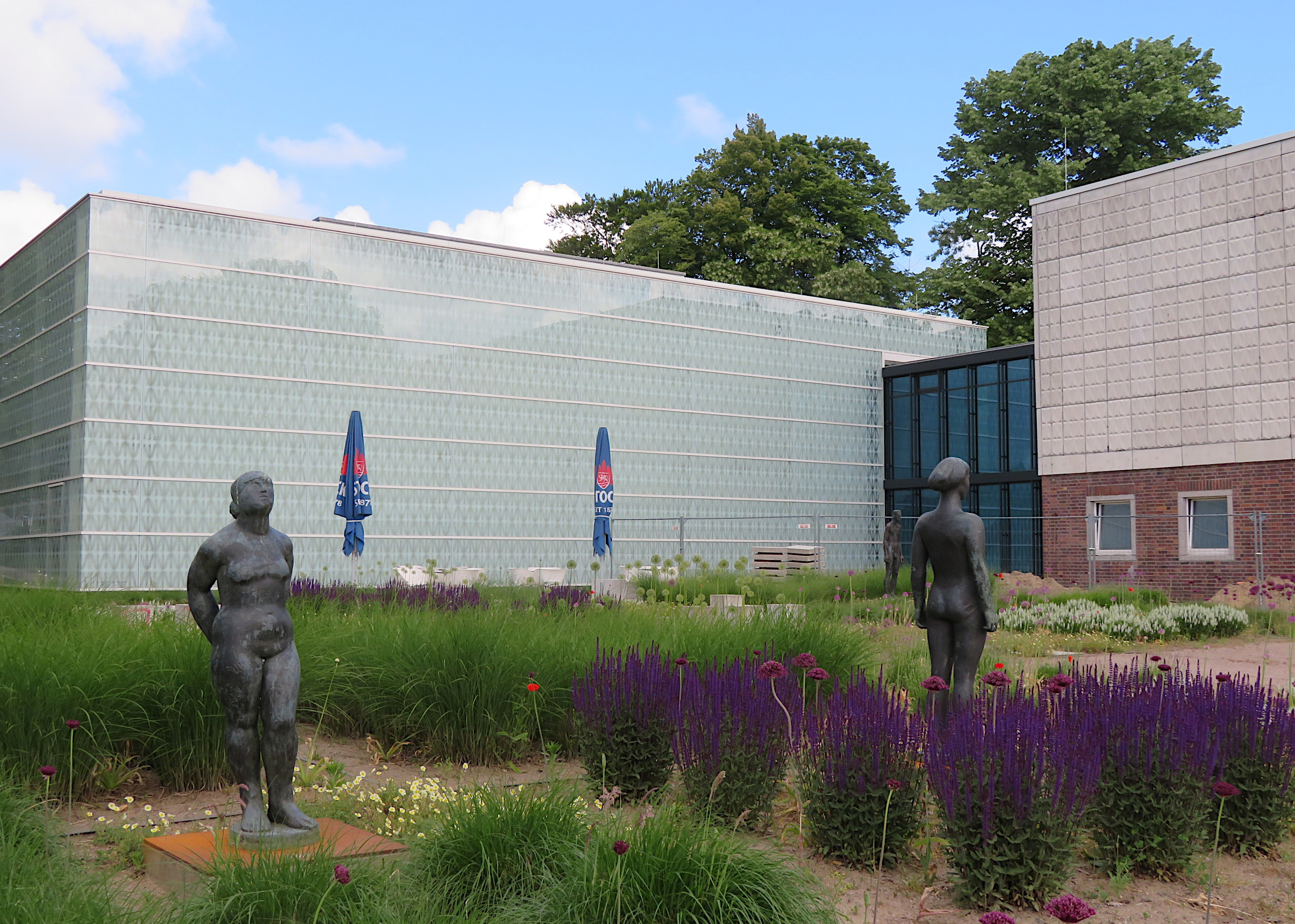
Schaudepot ab 2019

Kunsthalle Rostock:
Der Neubau im Jahr 1971

Link zum Bild

### Kunsthalle
Die Architekten Hans Fleischhauer und Martin Halwas entwarfen einen zweigeschossigen Bau in kontrastierender Optik: Im Erdgeschoss wechseln roter Klinker und weite Glasflächen, das fensterlose Obergeschoss zeigt eine Strukturplattenverkleidung aus weißen Kunststeinen. Das Konstrukt ist an funktionellen Gesichtspunkten orientiert: Ziegelmauerwerk führt zu einem nur langsamen Wärmeaustausch, Weiß heizt ein Gebäude am wenigsten auf. Die Lichtführung ist in beiden Geschossen unterschiedlich. Das höhere, untere Stockwerk erhält Tageslicht durch die Außenverglasung, das obere, niedrigere über einen Innenhof. Neben den unterschiedlichen Raumhöhen erlaubten variable Stellwände zeitgleich mehrere Veranstaltungen auf insgesamt 1500 Quadratmetern Ausstellungsfläche. Am 19. Januar 1978 nahm die Stadt Rostock die Kunsthalle in ihre Denkmalliste auf. Bei der Modernisierung 2009/10 wurden die Dachebene energetisch saniert und der Innenhof überdacht. Der neu geschaffene White Cube kann seither als zusätzlicher Ausstellungsraum genutzt werden.
Nach der Verwirklichung des Schaudepots (s. u.) konnte die Ausstattung des Hauptbaus angepasst werden. Von 2020 bis 2023 entstanden dort zusätzliche Ausstellungsflächen, ein Dunkelraum für Vorträge und Filmvorführungen sowie neue Mitarbeiterbüros. Im Zuge der Generalsanierung wurden die Haustechnik und die Sanitäranlagen erneuert, das Museumscafé erweitert und das Gebäude vollständig barrierefrei gestaltet. Das Investitionsvolumen betrug 10,2 Mio. Euro, der Förderanteil 4,2 Mio. Euro (Fördermittel aus dem Europäischen Fonds für Regionale Entwicklung). Zur Wiedereröffnung im Mai 2023 zeigte das Museum Kunstwerke aus dem eigenen Bestand.

### Schaudepot
Im Schaudepot wird der Öffentlichkeit neben den Ausstellungen auch die Sammlung präsentiert. Der mit dem Erweiterungsbau beauftragte Architekt Maik Buttler orientierte sich an den Plänen Fleischhauers aus dem Jahr 1969. Beibehalten wurden die Baukörpermaße und damit die Proportionen beider Häuser zueinander sowie die gangähnliche Verbindung. Darüber hinaus blieb Buttler genügend Gestaltungsspielraum, um sowohl die Zusammengehörigkeit als auch den zeitlichen Abstand der beiden Bauwerke zum Ausdruck zu bringen.
Die Lager- und Ausstellungsflächen sind flexibel in einem stützenarmen Gesamtraum angeordnet. Eine Wandheizung und -kühlung temperiert die Räume konstant gleichmäßig; die äußere Glasbekleidung schützt die Wärmedämmung vor witterungsbedingten und mechanischen Einwirkungen. Die beiden Geschosse sind durch einen Personenaufzug und eine Hebebühne für den Transport von Kunstwerken barrierefrei erschlossen. Gebaut wurde von Juli 2017 bis Januar 2019; die Baukosten betrugen 4,8 Mio. Euro.

## Sammlung
Die Sammlung der Kunsthalle wuchs bis 1989 kontinuierlich. 1990 bestand sie aus ca. 7000 Graphiken, gut 500 Gemälden und 200 Plastiken; 2019 wurde ein Bestand von ca. 8000 grafischen Blättern, 620 Gemälden und 230 Skulpturen angegeben. Dazu zählen druckgrafische Werke von Otto Dix, Max Liebermann, Ernst Barlach, Käthe Kollwitz, Emil Orlik, Max Uhlig und Wolfgang Mattheuer sowie Werke finnischer Künstler. Im Bereich Plastik sind beispielhaft Werke von Jo Jastram, Fritz Cremer, Felix Droese, Hermann Glöckner und Werner Stötzer zu nennen. Der Gemäldebestand wird von Selbstporträts, Landschaftsmalerei und der Darstellung des täglichen Arbeiterlebens dominiert. Darunter befinden sich Werke von Bernhard Kretzschmar, Oskar Manigk, Otto Manigk, Rudolf Austen, Susanne Kandt-Horn und Carl Lohse. Der kleine, aber hochwertige Bestand an Malerei und Handzeichnungen des Dresdener Spätexpressionismus und der Neuen Sachlichkeit gehört zu den Perlen der Rostocker Sammlung.
Einen weiteren Schwerpunkt bildet die Kunst aus Mecklenburg-Vorpommern. Beim Ankauf wurde stets auf eine hohe Qualität der Werke geachtet, anfangs nicht zuletzt aus politischen Gründen. Neben Meistern der klassischen Moderne wie Egon Tschirch und Kate Diehn-Bitt trugen vor allem junge Künstler dazu bei. So stehen beispielsweise die figürlichen Arbeiten von Margret Middell, Wolfgang Friedrich oder Wilfried Schröder in bester Tradition deutscher Bildhauerei der klassischen Moderne. Zu ihnen gesellen sich die Teile des Fundus, die durch Übereignungen und private Vermächtnisse in die Kunsthalle gelangt sind. Beispielsweise verfügte Otto Niemeyer-Holstein, dass die Kunsthalle Rostock nach seinem Tod 287 Gemälde, Aquarelle und Druckgrafiken für die Sammlung erhält. Von der Stadt Rostock angekaufte Werke der Nominierten für den Rostocker Kunstpreis tragen seit 2006 ebenfalls zum Anwachsen der Sammlung bei.

## Ausstellungen
Die Besonderheit des Ausstellungsprogramms zu Zeiten der internationalen Kunstausstellung der Ostseeländer war die weitestgehend unzensierte Präsentation von Kunst auch aus nicht-sozialistischen Ländern. Die Schwerpunkte lagen im Bereich Kunst der Ostdeutschen Moderne (Kunst aus der DDR) sowie auf den Arbeiten von skandinavischen und regionalen Künstlern. Vereinzelt gab es internationale Kooperationen mit Institutionen und Künstlern aus Japan, Mexiko oder Frankreich.
Höhepunkte gab es auch in den schwierigen Zeiten. So waren Christo und Jeanne-Claude im Juli 2006 Gäste anlässlich der Dokumentationsausstellung zweier Großprojekte: der Verhüllung des Pariser Pont Neuf und der horizontal frei schwebenden Stoffbahnen über den Arkansas River im US-Bundesstaat Colorado.
Seit der Führung durch den privaten Trägerverein stellten u. a. folgende national und international renommierten Künstler und Fotografen in der Kunsthalle aus: A. R. Penck (2010), Gerhard Richter (2011), Georg Baselitz (2011), Richard Serra (2011), Arnulf Rainer (2012), Katharina Sieverding (2013), Norbert Bisky (2014), Eugenio Recuenco (2014), Arno Rink (2015) und Günther Uecker (2020). Parallel dazu gilt das Augenmerk des Museums der jungen Kunst, darunter auch Arbeiten aus dem skandinavischen und baltischen Raum.
Seit 1969 hat die Kunsthalle Rostock Hunderte Ausstellungen durchgeführt. Die Expositionen von 1971 bis 2008 sind im Ausstellungskatalog von 2009 aufgelistet. Für die Veranstaltungen ab 2006 liefert das Archiv der Kunsthalle Rostock umfangreiche Informationen.

## Museumsleitung

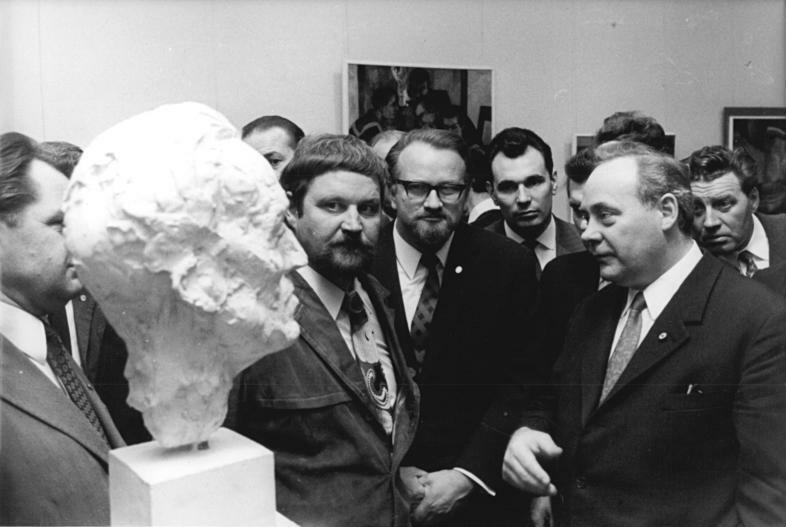
Direktor Horst Zimmermann (Mitte) mit Jo Jastram und Harry Tisch, 1972

- 1965–1985	Horst Zimmermann: * 6. September 1930 in Franzburg, Dr. phil. Nach dem Studium der Kunstgeschichte und Archäologie an der Humboldt-Universität zu Berlin wurde Zimmermann 1959 zum Direktor der Gemäldegalerie Neue Meister in Dresden berufen. 1965 folgte die Direktion an der Kunsthalle Rostock, 1984 die Auszeichnung mit dem Titel Museumsrat, 1985 dann auf eigenen Wunsch die Rückkehr nach Dresden.[22]

- 1985–1988	Klaus Tiedemann: * 1945. Der Kunstwissenschaftler absolvierte sein Studium an der Universität Greifswald, begann 1978 seine Tätigkeit an der Kunsthalle Rostock und hatte dort spätestens 1982 die Leitung für Sonderausstellungen inne. 1988 wechselte Tiedemann nach Güstrow, um die Direktion der Barlach-Museen zu übernehmen.[22]

- 1988–1991	Luise Hartmann: * 1943 in Hamburg. Kunsthistorikerin, Dr. phil. Dem Studium in Greifswald und der Promotion an der Humboldt-Universität zu Berlin folgten Tätigkeiten an den Universitäten Rostock und Berlin. Bereits während ihrer Anstellung als Direktorin der Kunsthalle Rostock nahm Hartmann gestalterische Aufgaben wahr. 1997 entschied sie sich, freischaffend als Malerin und Designerin tätig zu sein.[23]

- 1991–1999	Annie Bardon: * 19. Juli 1946 in Paris, † 23. Dezember 2005 in Schwerin. Kunsthistorikerin, Dr. phil. Die Französin studierte zunächst Skandinavistik an der Pariser Sorbonne, dann Kunst- und Sozialgeschichte an der Philipps-Universität Marburg. Nach mehreren Stationen ihres Berufslebens, u. a. 1988–1991 als stellvertretende Direktorin der Kunsthalle Nürnberg, übernahm Bardon 1991 die Leitung der Kunsthalle Rostock. Ab 1999 war sie als freie Kunstwissenschaftlerin und Kuratorin aktiv.[24]

- 2001–2006	Katrin Arrieta: * 1961 in Rostock. Kunsthistorikerin, Dr. Die promovierte Kunstwissenschaftlerin übernahm die Leitung der Rostocker Kunsthalle in schwierigen Zeiten. Unter anderem die finanzielle Situation bewog sie 2006, diese Tätigkeit zu beenden. Als Gründungsdirektorin führt Arrieta das im August 2013 eröffnete Kunstmuseum Ahrenshoop als Künstlerische Leiterin an. Kurz zuvor war sie als Sachverständige in den Kunstbeirat der Stadt Rostock berufen worden.[25]

- 2007–2009	Heidrun Lorenzen: * 1948 in Zwickau. Kunsthistorikerin, Dr. phil. Anfang der 1990er-Jahre wurde Lorenzen die Sachgebietsleitung des Rostocker Kulturamts, 1996 die Leitung des Bereiches Marketing und Öffentlichkeitsarbeit der Städtischen Museen übertragen. Die kommissarische Leitung der Kunsthalle Rostock fiel in ihre Amtszeit als Direktorin des Kulturhistorischen Museums Rostock von 2000 bis 2010.[26]

- seit 2009 Jörg-Uwe Neumann: * 1961 in Rostock. Zahnmediziner, Dr. med. dent. Nach der Aufgabe seiner Zahnarztpraxis hatte Neumann sich nach einer neuen Aufgabe umgesehen. Sein zusammen mit Freunden verfasstes Betreibermodell auf Basis eines privaten Trägervereins überzeugte die Stadtoberen. Seit dem Jahr 2009 führt der „Exot“ die Kunsthalle Rostock erfolgreich, v. a. im Umgang mit der Kunst aus der DDR hat er sich als anerkannter Fachmann etabliert. Neumann setzt auf die Erhöhung der Besucherzahlen. Sein Konzept: Er ergänzt Schauen anerkannter Kunst mit populären Projekten.[27]

## Dokumentarfilm
Den fünfzigsten Geburtstag der Kunsthalle nahm der Filmemacher Jörg Herrmann 2019 zum Anlass, rückblickend Resümee über eine bereits historisch zu nennende Epoche zu ziehen und letzte Zeitzeugen der Anfangsjahre zu befragen. Auf der Website zum Dokumentarfilm Hohe Kunst auf’s platte Land – Die Kunsthalle Rostock steht zu lesen: „Da in einer Kunsthalle Kunst und Künstler die Hauptrolle spielen sollten, nehmen diese auch im Film einen bedeutenden Part ein. Was ist Kunst und was will Kunst – unterhalten, erbauen, anregen, provozieren oder Geldanlage sein? Diese und ähnliche Fragestellungen werden im Verlauf des Filmes aus den unterschiedlichsten Blickwinkeln beleuchtet.“